# Jacek Zbrożek

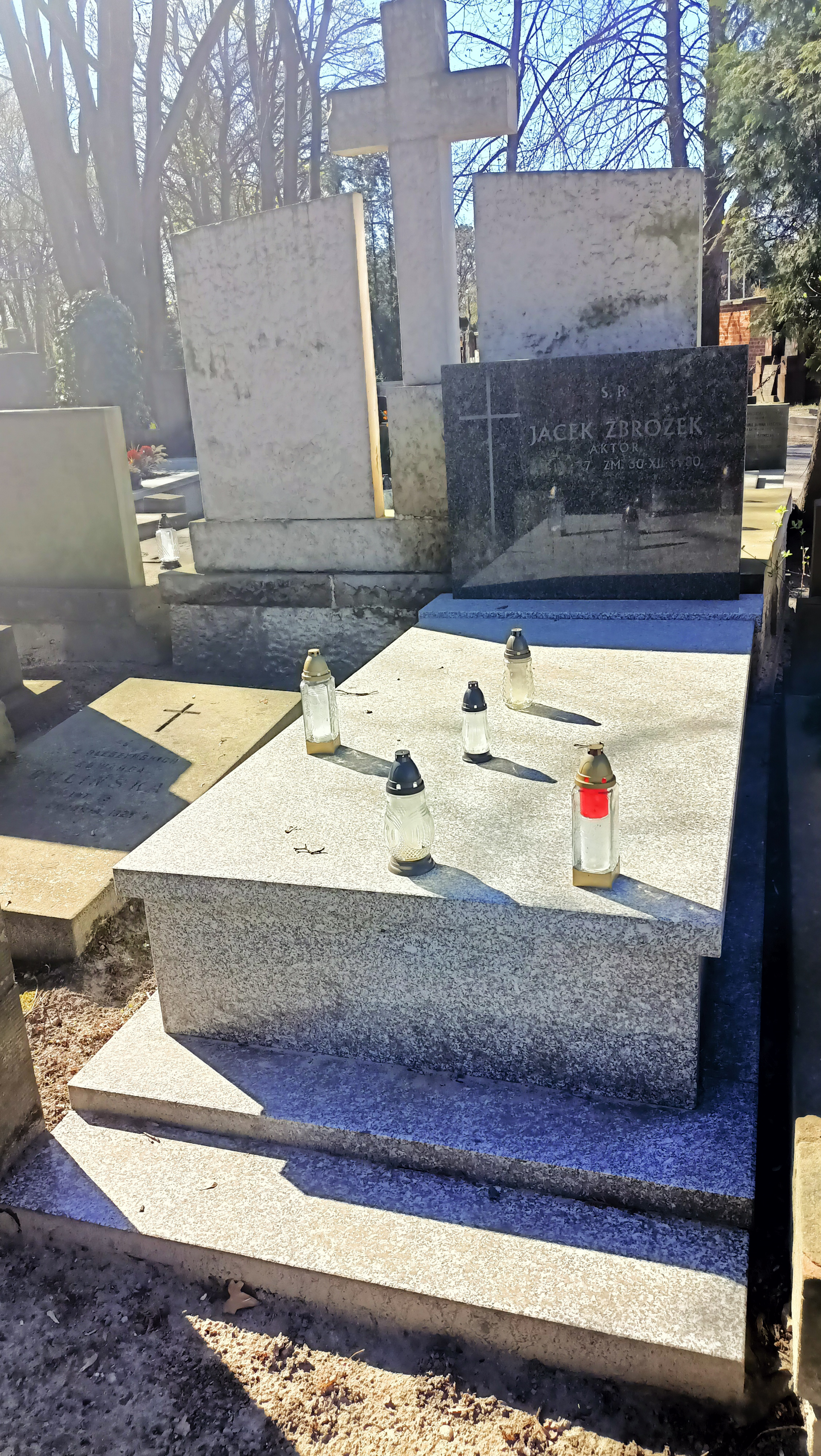
Grób Jacka Zbrożka na cmentarzu Powązkowskim w Warszawie

Jacek Marcin Zbrożek (ur. 22 lutego 1943 w Warszawie, zm. 30 grudnia 1980 w Chęcinach) – polski aktor teatralny, filmowy oraz radiowy, reżyser teatralny, dyrektor teatru.

## Życiorys
Kształcił się w Warszawie, gdzie ukończył średnią szkołę muzyczną, Ogólnokształcącą Szkołę Baletową (matura w 1962 roku) oraz Wydział Aktorski Państwowej Wyższej Szkoły Teatralnej im. Aleksandra Zelwerowicza (1966). W latach 1966-1973 występował w stołecznym Teatrze Ludowym. Następnie pracował jako instruktor zespołów wojskowych, a od 1974 roku kierował ośrodkami kultury w Sokołowie Podlaskim oraz Siedlcach. W październiku 1976 roku został zastępcą dyrektora Teatru im. Stefana Żeromskiego w Kielcach, a od początku sezonu 1979/1980 objął jego dyrekcję. W teatrze tym grał oraz reżyserował. Wystąpił także w dwudziestu jeden audycjach Teatru Polskiego Radia (1969-1975) oraz trzech spektaklach Teatru Telewizji (1969-1971).
W grudniu 1980 roku zasłabł podczas przedstawienia "Kram z piosenkami", a następnie zmarł w drodze do szpitala. Został pochowany na Cmentarzu Powązkowskim w Warszawie.

## Filmografia
- Stawka większa niż życie (1968) - Wacek, partyzant pilnujący Klossa (odc. 7)
- Wysokie loty (1978) - uczestnik zebrania
- Sowizdrzał świętokrzyski (1978) - gość na weselu